# Zielona Łąka (rejon szarkowszczyński)
Zielona Łąka – dawniej majątek, obecnie część agromiasteczka Radziuki na Białorusi, w obwodzie witebskim, w rejonie szarkowszczyńskim, w sielsowiecie Radziuki.

## Historia
W czasach zaborów w okręgu wiejskim Julianowo, w gminie Ihumenowo, w powiecie dzisieńskim, w guberni wileńskiej Imperium Rosyjskiego. Pod koniec XIX wieku należała do Boguckich, wcześniej do Arciszewskich.
W latach 1921–1945 folwark a następnie majątek leżał w Polsce, w województwie wileńskim, w powiecie dziśnieńskim, w gminie Szarkowszczyzna.
Według Powszechnego Spisu Ludności z 1921 roku zamieszkiwały tu 11 osób, 5 było wyznania rzymskokatolickiego, 6 prawosławnego. Jednocześnie 5 mieszkańców zadeklarowało polską a 6 białoruską przynależność narodową. Były tu 3 budynki mieszkalne. W 1931 w 2 domach zamieszkiwało 17 osób.
Wierni należeli do parafii rzymskokatolickiej i prawosławnej w Szarkowszczyźnie. Miejscowość podlegała pod Sąd Grodzki w Głębokiem i Okręgowy w Wilnie; właściwy urząd pocztowy mieścił się w Szarkowszczyźnie.
W wyniku napaści ZSRR na Polskę we wrześniu 1939 miejscowość znalazła się pod okupacją sowiecką. 2 listopada została włączona do Białoruskiej SRR. Od czerwca 1941 roku pod okupacją niemiecką. W 1944 miejscowość została ponownie zajęta przez wojska sowieckie i włączona do Białoruskiej SRR.
Od 1991 w składzie niepodległej Białorusi.